# Sergej Beloglazov
Sergej Beloglazov, född den 16 september 1956 i Kaliningrad, Ryssland, är en sovjetisk brottare som tog OS-guld i bantamviktsbrottning i fristilsklassen 1980 i Moskva och därefter OS-guld i samma viktklass åtta år senare i Seoul. 